# Бич, Бо
Бо Бич (англ. Beau Beech; род. 1 марта 1994, Понте-Ведра-Бич, Флорида, США) — американский баскетболист, играющий на позиции лёгкого форварда.

## Карьера
Свою студенческую карьеру Бич провёл, играя за команду университета Северной Флориды.
Не став выбранным на драфте НБА 2016 года, отыграл за «Бруклин Нетс» в Летней лиге НБА, после чего подписал с командой контракт. В октябре команда отказалась от игрока и в ноябре отправила его в свой фарм-клуб — «Лонг-Айленд Нетс». За 36 игр в Джи-Лиге НБА, средняя статистика Бо составила 7,4 очка и 2,8 подбора.
В январе 2018 года подписал контракт с «Эри Бэйхокс». Провёл за команду 20 игр в Джи-Лиге НБА, набирая в среднем за игру 5,9 очка и 3,3 подбора.
В августе 2018 года Бич перешёл в «Гамбург Тауэрс». Отыграл за команду 2 сезона, помог ей подняться в высший баскетбольный дивизион Германии.
В начале августа 2020 года стал игроком ПАОКа. Средняя статистика Бо в чемпионате Греции составила 6,8 очка и 4,2 подбора.
В июле 2021 года присоединился к «Чарни». Провёл 40 игр в чемпионате Польши, набирая в среднем 13,2 очка и 6,9 подбора.
В июле 2022 года подписал контракт с ФМП. С командой дошел до финала чемпионата Сербии. Его средняя статистка в 10 встречах турнира — 10,7 очка и 4,7 подбора.
В августе 2023 года Бич перешёл в «Енисей». В феврале 2024 года стал победителем конкурса трёхочковых бросков «Матча всех звёзд» Единой лиги ВТБ.

## Достижения
- Серебряный призёр чемпионата Сербии: 2022/2023.